# 김현영 (소설가)
김현영(1973년 경기도 안양시 ~)은 대한민국의 소설가이다. 명지대학교 문예창작과를 졸업하였다. 1997년 문학동네에 〈여자가 사랑할 때〉를 발표하며 등단했다.

## 소설집
- 《냉장고》, 문학동네, 2000년 ISBN 8982812598
- 《까마귀가 쓴 글》, 문학동네, 2003년 ISBN 8982817190
- 《러브차일드》, 자음과모음, 2010년